# Hongyu chowi
Hongyu chowi — вид лопатеперих риб, що існував у девонському періоді, 370—360 млн років тому. Риба завдовжки 1,5 м. Скам'янілі рештки знайдено у 2002 році у формації Чжоньнінь у Нінся-Хуейському автономному районі у Китаї. Вид описали у 2017 році палеонтологи Мін Чжу (Пекінський інститут палеонтології і палеоантропології, Пекін, Китай) та Пер Альберг (Упсальський університет, Упсала, Швеція).